# Nathan Bedford Forrest

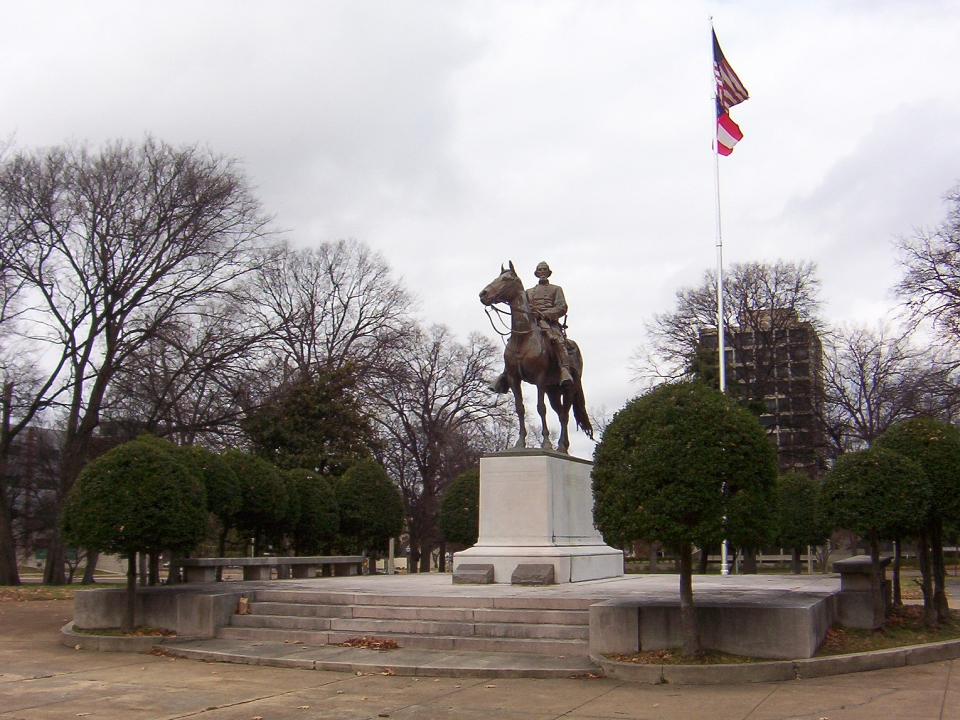
Memorial Nathan Bedford Forrest, em Memphis, no Tennessee

Nathan Bedford Forrest (Chapel Hill, 13 de julho de 1821 — Memphis, 29 de outubro de 1877) foi um general do Exército Confederado durante a Guerra Civil Americana e que serviu ainda como o primeiro Grande Mago da Ku Klux Klan de 1867 a 1869.
Antes da Guerra Civil Americana, Forrest acumulou uma riqueza substancial como proprietário de uma plantação de algodão, negociante de cavalos e gado, corretor imobiliário e traficante de escravos. Em junho de 1861, alistou-se no Exército Confederado e tornou-se um dos poucos soldados durante a guerra a se alistar como soldado raso e ser promovido a general sem treinamento militar prévio. Especialista em liderança de cavalaria, Forrest recebeu o comando de um Corpo de Cavalaria e estabeleceu novas doutrinas para forças móveis, conquistando o apelido de "O Mago do Sela". Ele utilizou suas tropas de cavalaria como infantaria montada e frequentemente posicionava a artilharia na linha de frente em batalha, contribuindo assim para "revolucionar táticas de cavalaria". A afirmação "Forrest nunca deixou de destruir a reputação militar dos comandantes federais encontrados por ele" resume de forma sucinta a percepção compartilhada por oponentes, repórteres e historiadores de suas realizações táticas marciais. Embora estudiosos geralmente reconheçam as habilidades e perspicácia de Forrest como líder de cavalaria e estrategista militar, ele é uma figura controversa na história dos Estados Unidos devido ao seu envolvimento no comércio de escravos antes da guerra, seu papel no massacre de várias centenas de soldados do Exército dos Estados Unidos em Fort Pillow, a maioria deles negros, e sua liderança pós-guerra na Ku Klux Klan.
Em abril de 1864, no que foi chamado de "um dos eventos mais sombrios e tristes da história militar americana", tropas sob o comando de Forrest na Batalha de Fort Pillow massacraram centenas de militares rendidos, compostos por soldados negros e sulistas unionistas brancos do Tennessee que lutavam pelos Estados Unidos. Forrest foi responsabilizado pelo massacre na imprensa dos Estados Unidos e essa notícia pode ter fortalecido a determinação da União em vencer a guerra. O grau de responsabilidade de Forrest pelo massacre ainda é debatido pelos historiadores.
Forrest, que era maçom, juntou-se a Ku Klux Klan em 1867 (dois anos após sua fundação) e foi eleito seu primeiro Grande Mago. O grupo era uma coleção dispersa de facções locais em toda a antiga Confederação que utilizava violência e ameaças para manter o controle branco sobre a população negra recém-emancipada que agora tinham direito ao voto. A Klan, com Forrest na liderança, reprimiu os direitos de voto dos negros no Sul dos Estados Unidos por meio de violência e intimidação durante as eleições de 1868. Já em 1869, Forrest expressou desilusão com a falta de disciplina no grupo terrorista supremacista branco que atuava no Sul, e emitiu uma carta ordenando a dissolução da Ku Klux Klan, bem como a destruição de seus trajes; ele então se retirou da organização. Nos últimos anos de sua vida, Forrest negou ser um membro da Klan e, perturbado pela violência contra a comunidade negra, fez declarações em apoio à harmonia racial e à dignidade negra.
Em junho de 2021, os restos mortais de Forrest e sua esposa foram exumados do Parque de Ciências da Saúde, onde estiveram sepultados por mais de cem anos e onde um monumento em sua homenagem já existiu. Eles foram então enterrados novamente em Columbia, Tennessee. Em julho de 2021, autoridades do Tennessee votaram por mover o busto de Forrest que estava no Capitólio Estadual para o museu estadual do Tennessee.

## No cinema
O personagem principal do filme Forrest Gump (personificado por Tom Hanks) menciona que seu nome é uma homenagem ao General Forrest, e se pode ver uma montagem na qual se mostra Nathan Bedford Forrest com seu uniforme militar e a túnica do Ku Klux Klan.[carece de fontes?]